# Joseph Gikonyo
Joseph Gikonyo Mukinyi (* 7. Februar 1965) ist ein ehemaliger kenianischer Leichtathlet, der sich auf den Sprint spezialisiert hat. Er war lange Zeit Inhaber der Landesrekorde über 100 und 200 Meter und wurde über beide Distanzen 1990 Afrikameister.

## Sportliche Laufbahn
Erste internationale Erfahrungen sammelte Joseph Gikonyo vermutlich im Jahr 1990, als er bei den Commonwealth Games in Auckland mit 10,50 s im Halbfinale im 100-Meter-Lauf ausschied, wie auch über 200 Meter mit 21,34 s. Im Oktober siegte er mit neuem Landesrekord von 10,28 s über 100 Meter bei den Afrikameisterschaften in Kairo und sicherte sich auch im 200-Meter-Lauf in 20,89 s die Goldmedaille. Im Jahr darauf schied er bei den Hallenweltmeisterschaften in Sevilla mit 22,58 s in der ersten Runde aus und im August schied er bei den Weltmeisterschaften in Tokio mit 21,01 s im Halbfinale über 200 Meter aus. Anschließend gewann er bei den Afrikaspielen in Kairo mit der kenianischen 4-mal-100-Meter-Staffel in 40,70 s gemeinsam mit Kennedy Ondiek, Donald Onchiri und Amos Rutere die Bronzemedaille hinter den Teams aus Nigeria und dem Senegal. 1993 schied er bei den Weltmeisterschaften in Stuttgart mit 21,09 s im Viertelfinale über 200 Meter aus und 1995 gewann er bei den Afrikaspielen in Harare in 20,80 s die Bronzemedaille hinter dem Nigerianer Sunday Bada und Emmanuel Tuffour aus Ghana. Im Jahr darauf nahm er an den Olympischen Sommerspielen in Atlanta teil und schied dort mit 20,88 s in der ersten Runde aus. Daraufhin beendete er seine aktive sportliche Karriere im Alter von 31 Jahren.
1996 wurde Gikonyo kenianischer Meister im 200-Meter-Lauf.

## Persönliche Bestzeiten
- 100 Meter: 10,28 s (+0,1 m/s), 4. Oktober 1990 in Kairo
- 200 Meter: 20,43 s (+0,9 m/s), 26. August 1991 in Tokio